# رز فلوریبوندا

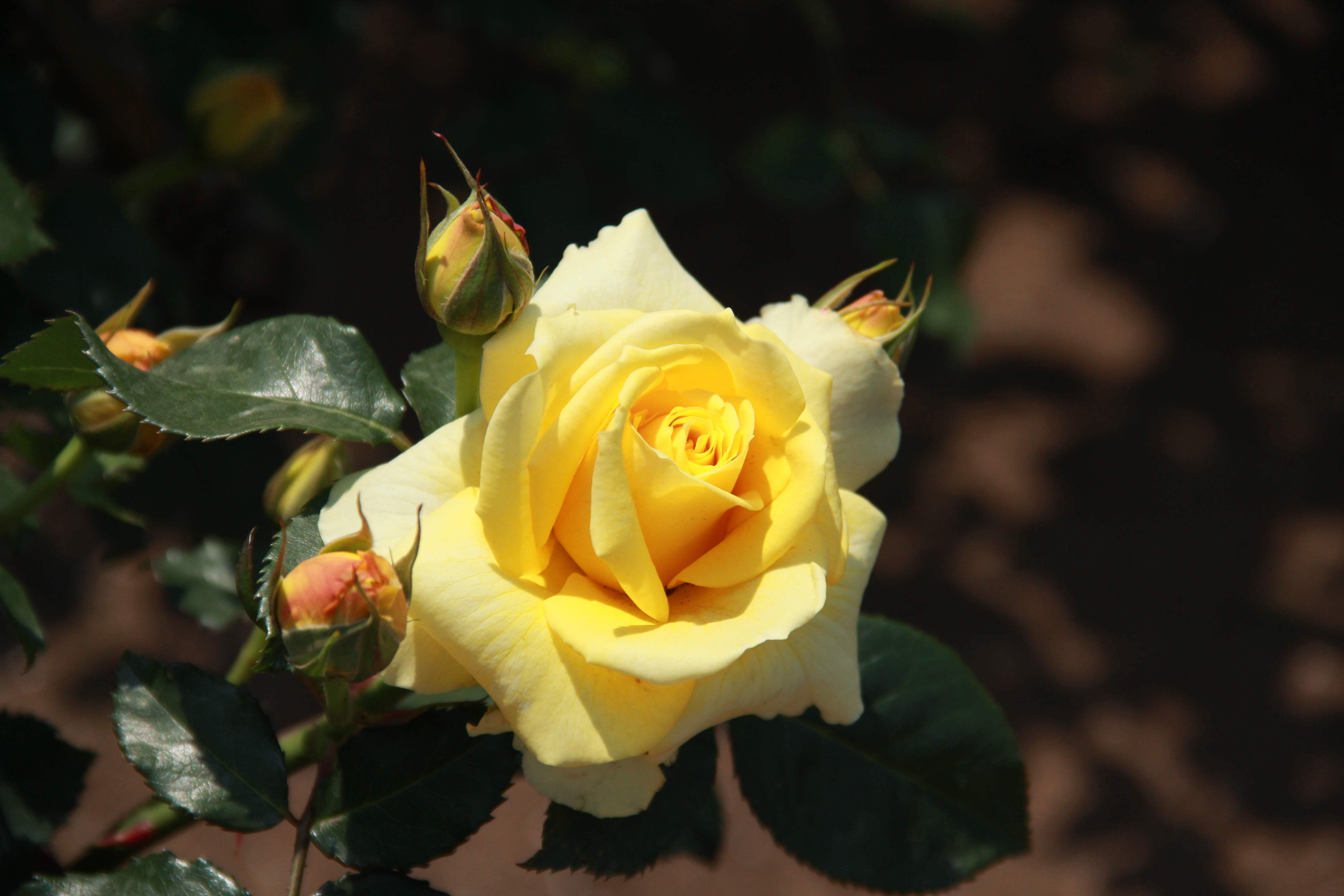
رز بالاروندهٔ خرگوش طلا 'Gold Bunny یکی از رقم‌های رز فلوریبوندا است.

رز فلوریبوندا یکی از رزهای پرورشی و از گروه رزهای باغی جدید است. چهار فصل گلدهی دارد. از ویژگی‌های آن با دوام بودن گل آن است. اندازه گل متوسط بوده و قطر گل بین ۱۱–۵ سانتیمتر است.
اولین نمونه از این گل در سال ۱۹۰۷، از ترکیب رز دورگه چای و رز پولیانتا به وجود آمده‌است. سپس با رز چینی و رز خوشه‌ای نیز ترکیب شده‌است. طول بوته آن بین ۷۰ تا ۱٫۲ متر است. گل آن از نوع خوشه‌ای است و در اوج زمان گلدهی بوته با گل پوشانده می‌شود. از نظر تنوع رنگ گل بسیار غنی است و گل بریدهٔ آن ساقهٔ محکمی دارد و مناسب گذاشتن در گلدان است.

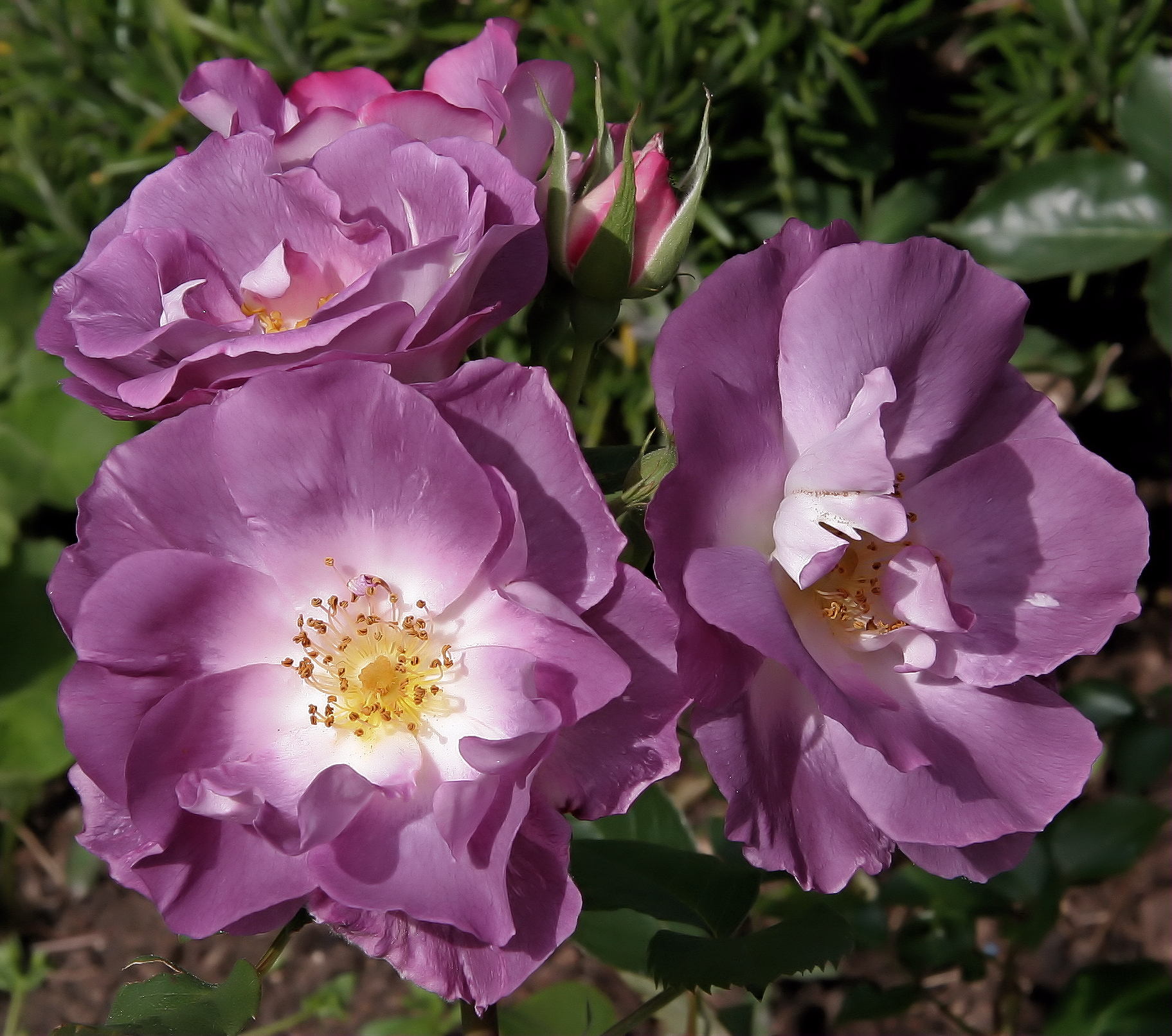
رز رویای پاسفیک Pacific-dream یکی از رقم‌های بنفش رنگ فلوریبوندا است.
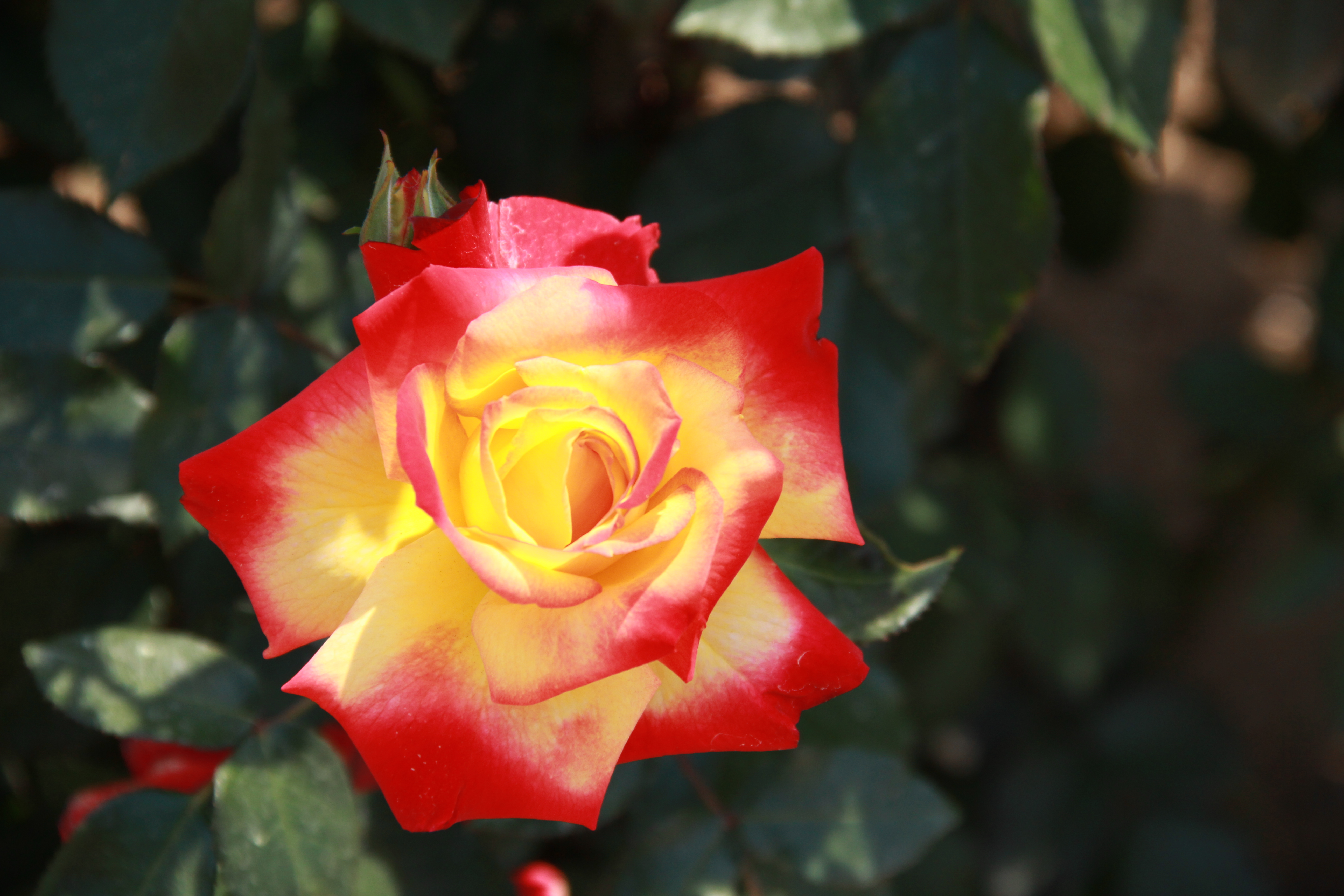
رز چارلستون، Rosa 'Charleston' یکی از رقم‌های رز فلوریبوندا است.